# Order Flagi (Albania)
Order Flagi (alb. Urdhёri i Flamurit) – albańskie odznaczenie wojskowe i cywilne nadawane osobom, które wyróżniły się w budowaniu Ludowej Republiki Albanii.

## Historia
Odznaczenie zostało ustanowione rząd Ludowej Republiki Albanii dla nagrodzenia żołnierzy i cywilów, którzy wyróżnili się w działaniach na rzecz wyzwolenia Albanii spod okupacji włoskiej i niemieckiej oraz w tworzeniu republiki ludowej w Albanii.

## Zasady nadawania
Order posiadał jeden stopień. Był nadawany żołnierzom albańskiej Armii Narodowowyzwoleńczej (alb. Ushtria Nacional Çlirimtare) oraz innym osobom, które wyróżniły się w sposób szczególny w działaniach na rzecz wyzwolenia Albanii spod okupacji włoskiej i niemieckiej oraz w tworzeniu w Albanii państwa demokracji ludowej.
Order nadawany był w latach 1945–1956, w tym okresie nadano 24 ordery.

## Opis odznaki
Odznaką orderu jest owalny medalion wykonany ze złota. W centralnej części znajduje się wizerunek kobiety trzymającej flagę z wizerunkiem dwugłowego orła jako symbol republiki, poniżej znajdują się dwa szeregi żołnierzy albańskich. Dolna część odznaki otoczona jest wieńcem z liści laurowych, zaś górna promieniami słonecznymi. Nad rysunkiem znajduje się pięcioramienna gwiazda pokryta czerwoną emalią. 
Rewers odznaki jest gładki. Cały order wykonany jest ze złota.
Order zawieszony jest na pięciokątnej blaszce pokrytej wstążką koloru czerwonego.